# Лембас
Лембас (синд. lenn-mbass — хліб для подорожі) — у легендаріумі Дж. Р. Р. Толкіна дорожні хлібці ельфів. Продукти згадуються в книгах «Сильмариліон», «Діти Гуріна» та «Володар Перснів». Хлібці мають ззовні коричневий колір, а всередині колір вершків.
Є найкращою їжею для подорожуючих, оскільки протягом часу лембас не черствіє і не втрачає своїх смакових властивостей, якщо не розгортати листя, в яке він загорнутий, і не кришити. Також хлібці мають властивості зцілювати поранених.

## Історія
Лембас першопочатково був даний ельфам Яванною. Вона послала Ороме дати ельфам лембас для їхнього Великого Переходу в Ельдамар. Яванна зробила лембас із зерен, котрі виростила на полях Аману, і хлібці надавали сили благословенного краю тим, хто їх їв.
Ельфи навчилися вирощувати зерна в Середзем 'ї. Секрет виготування лембасу зберігався ельфами — Яваннільде, «помічницями Яванни». Лише вони допускалися вирощувати зерна та пекти хлібці. Найголовніша жінка називалася масаніе чи бесайн: Леді що дає хліб.
Ельфи рідко ділилися лембасом зі смертними, тому що це могло стати причиною втоми від смертного життя і смутку за Аманом, куди вони не могли потрапити.
Меліан зробила велику ласку Туріну, коли дала Белегові лембас щоб нагодувати їх у той час коли вони жили в пустелі.
Воронве поділився лембасом з Туором під час подорожі в Гондолін. Запаси лембасу, що дав Воронве, допомогли йому вижити довгі роки у Морі.
Галадріель дала лембас Братству, коли вони покидали Лотлоріен у лютому 3019 р. Третьої Епохи.
Лембас допомагав подорожнім в їх поході. Арагорн, Леголас та Гімлі їли лембас і подолали 45 ліг менше, ніж за 4 дні у погоні за Урук — Хай, котрі захопили Меррі Брендібака та Піппіна Тука в полон. Меррі та Піппін їли лембас щоб відновити свою силу під час втечі біля лісу Фангорн.
По дорозі в Мордор, Сем Гемджі ретельно планував використання лембасу й турбувався, що провізії може не вистачити на зворотній шлях. Фродо Беббінс запропонував трохи лембасу Горлуму, але той виплюнув хлібці, назвавши їх «пилом і попелом».
Оркам у фортеці Кіріт — Унгол теж не сподобався вигляд і запах лембасу, тому вони не торкнулися його, коли забрали речі у Фродо. Це було доволі вдало, тому що без Лембаса Фродо й Сем не дістались би до Ородруїна.
«Лембас володів живильною силою, без якої б вони давно б вже впали. Він не тамував голод, розум Сема часто був наповнений образом їжі та сильним бажанням поїсти простого хліба та м'яса. Однак, цей ельфійський хліб надавав силу, котра зростала коли подорожуючі вживали в їжу тільки лембас, не змішуючи його з іншою їжею. Він укріплював волю і надавав сили терпіти, і наповнював силою нехарактерною для смертних, м'язи та кінцівки.»